# Tedua

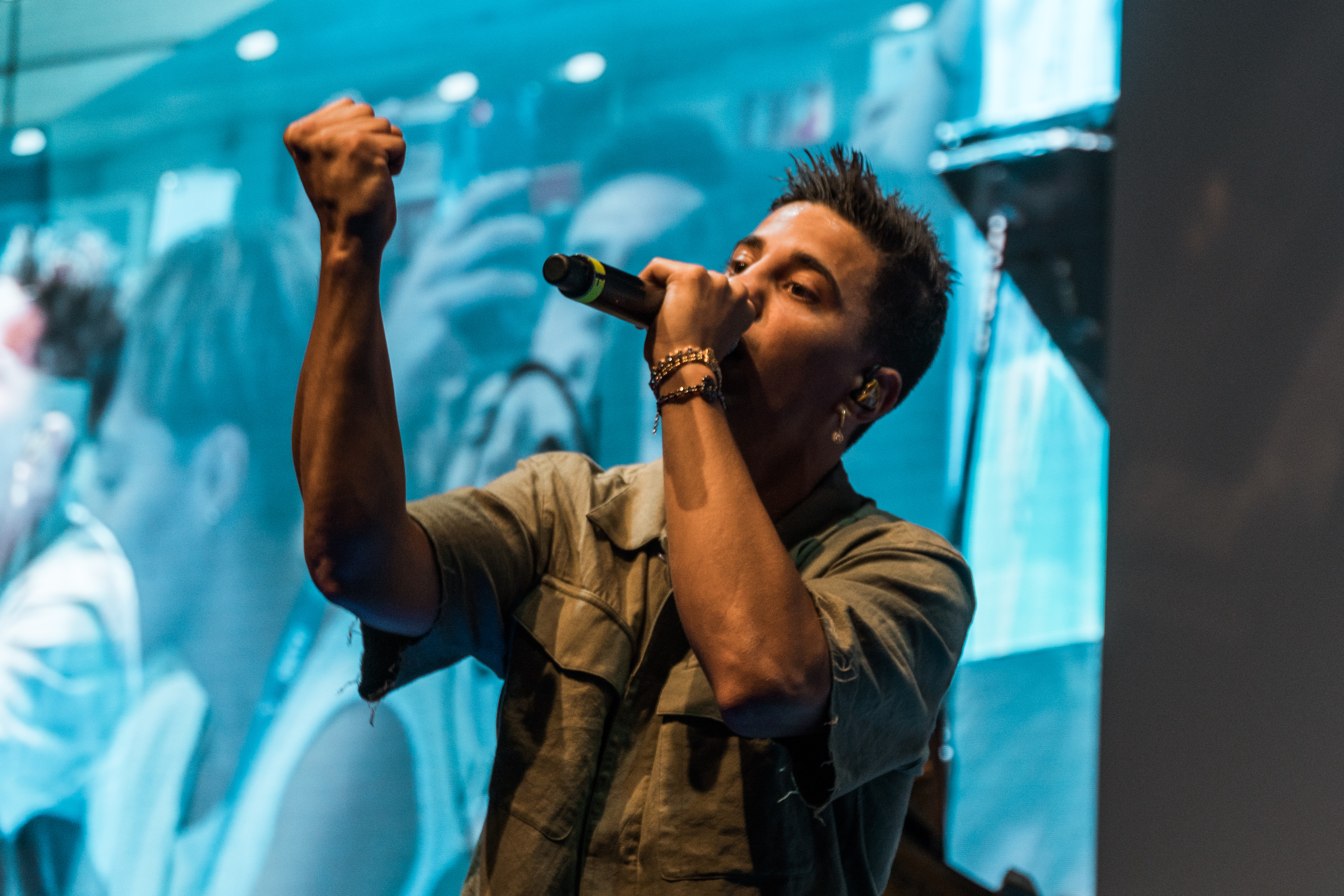
Tedua, 2018

Tedua, Künstlername von Mario Molinari (* 22. Februar 1994 in Cogoleto, Metropolitanstadt Genua), ist ein italienischer Rapper.

## Werdegang
Molinari wuchs im Viertel Calvairate in Mailand auf. Zunächst betätigte er sich in Hip-Hop-Crews wie Zona4Gang und Wild Bandana, 2014 veröffentlichte er gemeinsam mit Vaz Tè Medaglia d’oro als Gratisdownload. 2015 erschien das Mixtape Aspettando Orange County, gefolgt 2016 von Orange County. Dabei arbeitete Tedua u. a. mit Sfera Ebbasta zusammen. Stilistisch orientierte sich der Rapper an der Chicagoer Drill Music, einer Spielart des Trap.
2016 spielte der Rapper sich im Film Zeta von Cosimo Alemà selbst. 2017 erschien schließlich sein erstes Album beim Major-Label Universal, Orange County California, auf dem er u. a. mit Ghali zusammenarbeitete. Schon 2018 legte Tedua das Album Mowgli – Il disco della giungla nach, diesmal im Verleih von Sony, das erstmals die Spitze der Albumcharts erreichen konnte.

## Diskografie

### Alben und Mixtapes
| Jahr | Titel                                                                              | Höchstplatzierung, Gesamtwochen, AuszeichnungChartplatzierungen (Jahr, Titel, Platzierungen, Wochen, Auszeichnungen, Anmerkungen) | Höchstplatzierung, Gesamtwochen, AuszeichnungChartplatzierungen (Jahr, Titel, Platzierungen, Wochen, Auszeichnungen, Anmerkungen) | Anmerkungen                                               | [↑]: gemeinsam behandelt mit vorhergehendem Eintrag; [←]: in beiden Charts platziert |
| Jahr | Titel                                                                              | IT | CH | Anmerkungen                                               |                                                                                      |
| ---- | ---------------------------------------------------------------------------------- | --- | --- | --------------------------------------------------------- | ------------------------------------------------------------------------------------ |
| 2017 | Orange County California Universal Music Italia (UMG)                              | IT6 ×3Dreifachplatin · (209 Wo.)IT                                                                                                | — | Erstveröffentlichung: 13. Januar 2017 Verkäufe: + 150.000 |                                                                                      |
| 2018 | Mowgli – Il disco della giungla Epic Records (Sony)                                | IT1 ×3Dreifachplatin · (128 Wo.)IT                                                                                                | — | Erstveröffentlichung: 2. März 2018 Verkäufe: + 150.000    |                                                                                      |
| 2020 | Vita vera mixtape Epic Records (Sony)                                              | IT1 ×3Dreifachplatin · (163 Wo.)IT                                                                                                | CH66 (1 Wo.)CH | Erstveröffentlichung: 5. Juni 2020 Verkäufe: + 150.000    |                                                                                      |
| 2020 | Vita vera mixtape: aspettando la Divina Commedia Epic Records (Sony)[IT: ↑][CH: ↑] | IT1 ×3Dreifachplatin · (163 Wo.)IT                                                                                                | CH66 (1 Wo.)CH | Erstveröffentlichung: 12. Juni 2020                       |                                                                                      |
| 2021 | Don’t Panic Epic Records (Sony)                                                    | IT8 (6 Wo.)IT | — | Erstveröffentlichung: 5. Mai 2021 EP                      |                                                                                      |
| 2023 | La Divina Commedia Epic Records (Sony)                                             | IT1 ×8Achtfachplatin · (… Wo.)IT                                                                                                  | CH4 (4 Wo.)CH | Erstveröffentlichung: 2. Juni 2023 Verkäufe: + 400.000    |                                                                                      |
| 2024 | La Divina Commedia (Deluxe) Epic Records (Sony)[IT: ↑]                             | IT1 ×8Achtfachplatin · (… Wo.)IT                                                                                                  | — | Erstveröffentlichung: 24. Mai 2024                        |                                                                                      |

### Singles
| Jahr | Titel Album                                              | Höchstplatzierung, Gesamtwochen, AuszeichnungChartsChartplatzierungen (Jahr, Titel, Album, Platzierungen, Wochen, Auszeichnungen, Anmerkungen) | Anmerkungen                                                                  |
| Jahr | Titel Album                                              | IT | Anmerkungen                                                                  |
| --- | -------------------------------------------------------- | --- | ---------------------------------------------------------------------------- |
| 2017 | Wasabi 2.0 –                                             | IT25 ×2Doppelplatin · (29 Wo.)IT | Erstveröffentlichung: 19. Mai 2017 Verkäufe: + 100.000                       |
| 2017 | La legge del più forte Mowgli – Il disco della giungla   | IT4 ×2Doppelplatin · (16 Wo.)IT | Erstveröffentlichung: 17. November 2017 Verkäufe: + 100.000                  |
| 2018 | Burnout Mowgli – Il disco della giungla                  | IT17 Gold · (6 Wo.)IT | Erstveröffentlichung: 2. Februar 2018 Verkäufe: + 25.000; mit Chris Nolan    |
| 2018 | Acqua (malpensandoti) Mowgli – Il disco della giungla    | IT25 Gold · (4 Wo.)IT | Erstveröffentlichung: 16. März 2018 Verkäufe: + 25.000; mit Chris Nolan      |
| 2018 | Fashion Week Mowgli – Il disco della giungla             | IT34 Gold · (4 Wo.)IT | Erstveröffentlichung: 29. Juni 2018 Verkäufe: + 25.000; Remix: feat. Sofiane |
| 2018 | Vertigini Mowgli – Il disco della giungla                | IT10 ×3Dreifachplatin · (78 Wo.)IT | Erstveröffentlichung: 21. September 2018 Verkäufe: + 210.000                 |
| 2019 | Che cazzo ridi Paranoia Airlines                         | IT2 (4 Wo.)IT | Erstveröffentlichung: 4. Januar 2019 mit Fedez feat. Trippie Redd            |
| 2019 | Elisir –                                                 | IT5 Gold · (6 Wo.)IT | Erstveröffentlichung: 7. Juni 2019 Verkäufe: + 25.000; mit Chris Nolan       |
| 2022 | Lo-fi for U La Divina Commedia                           | IT9 Platin · (12 Wo.)IT | Erstveröffentlichung: 6. Dezember 2022 Verkäufe: + 100.000; mit Shune        |
| 2023 | Intro la Divina Commedia La Divina Commedia              | IT10 Platin · (6 Wo.)IT | Erstveröffentlichung: 30. Mai 2023 Verkäufe: + 100.000                       |
| Folgende Lieder erschienen nicht als Single, wurden aber durch das Album zum Download und Streaming bereitgestellt und konnten somit eine Platzierung erlangen: |                                                          | |                                                                              |
| |                                                          | |                                                                              |
| 2018 | Sangue misto Mowgli – Il disco della giungla             | IT7 Platin · (7 Wo.)IT | Verkäufe: + 50.000                                                           |
| 2018 | 3 Chances (dilla tutta) Mowgli – Il disco della giungla  | IT15 Gold · (5 Wo.)IT | Verkäufe: + 25.000                                                           |
| 2018 | Dune Mowgli – Il disco della giungla                     | IT36 (3 Wo.)IT |                                                                              |
| 2018 | Rital Mowgli – Il disco della giungla                    | IT37 (3 Wo.)IT |                                                                              |
| 2018 | Il fabbricante di chiavi Mowgli – Il disco della giungla | IT40 Platin · (3 Wo.)IT | Verkäufe: + 100.000; mit Chris Nolan                                         |
| 2018 | Al lupo al lupo Mowgli – Il disco della giungla          | IT41 (3 Wo.)IT |                                                                              |
| 2018 | Jungle Mowgli – Il disco della giungla                   | IT42 (2 Wo.)IT |                                                                              |
| 2018 | Cucciolo d’uomo Mowgli – Il disco della giungla          | IT52 (2 Wo.)IT |                                                                              |
| 2018 | Natura Mowgli – Il disco della giungla                   | IT58 (2 Wo.)IT |                                                                              |
| 2019 | No Way Machete Mixtape 4                                 | IT10 Platin · (9 Wo.)IT | Verkäufe: + 50.000; Machete, Tedua & Tha Supreme feat. Nitro                 |
| 2020 | Polvere Vita vera mixtape                                | IT2 ×2Doppelplatin · (14 Wo.)IT | Verkäufe: + 200.000; mit Chris Nolan & Ava feat. Capo Plaza                  |
| 2020 | Lo sai Vita vera mixtape                                 | IT3 Platin · (7 Wo.)IT | Verkäufe: + 70.000; mit Sick Luke                                            |
| 2020 | Party HH Vita vera mixtape                               | IT5 Platin · (6 Wo.)IT | Verkäufe: + 100.000; mit Lazza & Chris Nolan                                 |
| 2020 | Colori Vita vera mixtape                                 | IT7 Gold · (3 Wo.)IT | Verkäufe: + 35.000; mit Rkomi & Chris Nolan                                  |
| 2020 | Manhattan Vita vera mixtape                              | IT8 Gold · (3 Wo.)IT | Verkäufe: + 35.000; mit Izi, Vaz Tè, Guesan, Ill Rave & Chris Nolan          |
| 2020 | Purple Vita vera mixtape                                 | IT11 Gold · (2 Wo.)IT | Verkäufe: + 35.000; mit Chris Nolan                                          |
| 2020 | Vita vera Vita vera mixtape                              | IT12 (2 Wo.)IT | mit Chris Nolan                                                              |
| 2020 | Mare mosso Vita vera mixtape                             | IT13 Gold · (2 Wo.)IT | Verkäufe: + 50.000; mit Bresh & Garelli                                      |
| 2020 | Pour toujours Vita vera mixtape                          | IT14 Gold · (2 Wo.)IT | Verkäufe: + 50.000; mit Dargen D’Amico & Chris Nolan feat. Ghali             |
| 2020 | Bro II Vita vera mixtape                                 | IT16 (2 Wo.)IT | mit Ernia & Chris Nolan                                                      |
| 2020 | Lo-fi Wuhan Vita vera mixtape                            | IT19 (2 Wo.)IT | mit Shune                                                                    |
| 2020 | Motivo Vita vera mixtape                                 | IT20 (2 Wo.)IT | mit Chris Nolan                                                              |
| 2020 | Rari Vita vera mixtape                                   | IT7 Gold · (5 Wo.)IT | mit Paky, Shiva & Chris Nolan Verkäufe: + 35.000                             |
| 2020 | La story infinita Vita vera mixtape                      | IT16 (2 Wo.)IT | mit Massimo Pericolo, Chris Nolan & Sick Luke                                |
| 2020 | Rap City Vita vera mixtape                               | IT25 (1 Wo.)IT | mit Gemitaiz, Madman & Chris Nolan                                           |
| 2020 | Pass Vita vera mixtape                                   | IT30 (1 Wo.)IT | mit Tony Effe & Chris Nolan                                                  |
| 2020 | Clone Vita vera mixtape                                  | IT32 (1 Wo.)IT | mit Chris Nolan                                                              |
| 2020 | Sailor Moon Vita vera mixtape                            | IT46 (1 Wo.)IT | mit Chris Nolan                                                              |
| 2020 | Amico Vita vera mixtape                                  | IT57 (1 Wo.)IT | mit Chris Nolan                                                              |
| 2020 | Lo-fi tu Vita vera mixtape                               | IT68 (1 Wo.)IT | mit Shune                                                                    |
| 2020 | 2 Pezzi Vita vera mixtape                                | IT79 (1 Wo.)IT | mit Chris Nolan                                                              |
| 2020 | Figghiò Vita vera mixtape                                | IT84 (1 Wo.)IT | mit Disme & Nebbia                                                           |
| 2020 | Parà Che io mi aiuti                                     | IT61 Platin · (1 Wo.)IT | Verkäufe: + 100.000; mit Bresh                                               |
| 2021 | Lo-fi Drill Don’t Panic                                  | IT48 Gold · (2 Wo.)IT | Verkäufe: + 50.000; mit Shune                                                |
| 2021 | Inferno Don’t Panic                                      | IT64 (2 Wo.)IT | mit Chris Nolan & Sick Luke                                                  |
| 2021 | Badman Don’t Panic                                       | IT86 (1 Wo.)IT | mit Garelli                                                                  |
| 2023 | Hoe La Divina Commedia                                   | IT1 ×4Vierfachplatin · (40 Wo.)IT | Verkäufe: + 400.000; feat. Sfera Ebbasta                                     |
| 2023 | Malamente La Divina Commedia                             | IT2 ×2Doppelplatin · (27 Wo.)IT | Verkäufe: + 200.000                                                          |
| 2023 | Paradiso artificiale La Divina Commedia                  | IT3 ×3Dreifachplatin · (52 Wo.)IT | Verkäufe: + 300.000; feat. Baby Gang & Kid Yugi                              |
| 2023 | Volgare La Divina Commedia                               | IT4 Platin · (8 Wo.)IT | Verkäufe: + 100.000; feat. Lazza                                             |
| 2023 | Mancanze affettive La Divina Commedia                    | IT5 Platin · (8 Wo.)IT | Verkäufe: + 100.000; feat. Geolier                                           |
| 2023 | Red Light La Divina Commedia                             | IT6 ×2Doppelplatin · (36 Wo.)IT | Verkäufe: + 200.000                                                          |
| 2023 | Diluvio a luglio La Divina Commedia                      | IT9 Platin · (5 Wo.)IT | Verkäufe: + 100.000; feat. Marracash                                         |
| 2023 | Scala di Milano La Divina Commedia                       | IT12 Gold · (4 Wo.)IT | Verkäufe: + 50.000; feat. Guè                                                |
| 2023 | Angelo all’inferno La Divina Commedia                    | IT13 Gold · (4 Wo.)IT | Verkäufe: + 50.000; feat. Salmo & Federica Abbate                            |
| 2023 | Anime libere La Divina Commedia                          | IT14 Platin · (10 Wo.)IT | Verkäufe: + 100.000; feat. Rkomi & Bresh                                     |
| 2023 | Bagagli (improvvisazione) La Divina Commedia             | IT17 Gold · (3 Wo.)IT | Verkäufe: + 50.000                                                           |
| 2023 | Soffierà La Divina Commedia                              | IT19 Gold · (3 Wo.)IT | Verkäufe: + 50.000                                                           |
| 2023 | La verità La Divina Commedia                             | IT22 Gold · (3 Wo.)IT | Verkäufe: + 50.000; feat. Bnkr44                                             |
| 2023 | Outro purgatorio La Divina Commedia                      | IT23 Gold · (2 Wo.)IT | Verkäufe: + 50.000                                                           |
| 2023 | Parole vuote (La solitudine) La Divina Commedia          | IT6 Platin · (16 Wo.)IT | Verkäufe: + 100.000; feat. Capo Plaza & Shune                                |
| 2024 | Beatrice La Divina Commedia (Deluxe)                     | IT1 ×2Doppelplatin · (32 Wo.)IT | Verkäufe: + 200.000; feat. Annalisa                                          |
| 2024 | Mare calmo La Divina Commedia (Deluxe)                   | IT3 Gold · (5 Wo.)IT | Verkäufe: + 50.000                                                           |
| 2024 | Jolly Roger La Divina Commedia (Deluxe)                  | IT5 Gold · (4 Wo.)IT | Verkäufe: + 50.000; feat. Izi, Bresh, Disme & Vaz Tê                         |
| 2024 | Kill Bill La Divina Commedia (Deluxe)                    | IT7 Gold · (… Wo.)IT | Verkäufe: + 50.000                                                           |
| 2024 | Al limite La Divina Commedia (Deluxe)                    | IT11 (3 Wo.)IT | feat. Tony Boy                                                               |
| 2024 | Paradiso II La Divina Commedia (Deluxe)                  | IT12 (2 Wo.)IT |                                                                              |
| 2024 | Angelo custode La Divina Commedia (Deluxe)               | IT19 (2 Wo.)IT | feat. Angelina Mango                                                         |

Weitere Singles
- 2016: Fifty Fifty (feat. Ghali) – IT: Platin (50.000+)
- 2016: Circonvalley (feat. Izi) – IT: Gold (25.000+)
- 2016: Lingerie (feat. Sfera Ebbasta) – IT: ×2Doppelplatin  (200.000+)
- 2016: Wasabi Freestyle – IT: Gold (25.000+)
- 2016: Buste della spesa – IT: Platin (50.000+)
- 2016: Pugile – IT: Gold (25.000+)
- 2017: OC (California) – IT: Gold (25.000+)
- 2017: Lezione – IT: Gold (25.000+)
- 2017: Step By Step (feat. Bresh) – IT: Platin (100.000+)
- 2017: Pensa se piove – IT: Gold (50.000+)

### Gastbeiträge
| Jahr | Titel Album                                            | Höchstplatzierung, Gesamtwochen, AuszeichnungChartsChartplatzierungen (Jahr, Titel, Album, Platzierungen, Wochen, Auszeichnungen, Anmerkungen) | Anmerkungen |
| Jahr | Titel Album                                            | IT | Anmerkungen |
| --- | ------------------------------------------------------ | --- | --- |
| 2017 | Bimbi –                                                | IT3 ×2Doppelplatin · (25 Wo.)IT | Erstveröffentlichung: 24. März 2017 Verkäufe: + 100.000; Charlie Charles feat. Izi, Rkomi, Sfera Ebbasta, Tedua & Ghali |
| 2019 | Limousine Dio perdona io no                            | IT35 Gold · (4 Wo.)IT | Erstveröffentlichung: 9. Oktober 2019 Verkäufe: + 35.000; Enzo Dong feat. Tedua & Chris Nolan                           |
| 2020 | Euforia –                                              | IT89 (1 Wo.)IT | Erstveröffentlichung: 18. Dezember 2020 Chris Nolan feat. Tedua, Madame, Aiello & Birthh                                |
| 2021 | Sapore Disumano                                        | IT2 ×2Doppelplatin · (31 Wo.)IT | Erstveröffentlichung: 26. November 2021 Verkäufe: + 200.000; Fedez feat. Tedua                                          |
| 2023 | Dimmi che c’è C@ra++ere s?ec!@le (Riedizione digitale) | IT7 ×2Doppelplatin · (18 Wo.)IT | Erstveröffentlichung: 17. März 2023 Verkäufe: + 200.000; Tha Supreme feat. Tedua                                        |
| Folgende Lieder erschienen nicht als Single, wurden aber durch das Album zum Download und Streaming bereitgestellt und konnten somit eine Platzierung erlangen: |                                                        | | |
| |                                                        | | |
| 2017 | Michael J. Fox Pezzi                                   | IT60 (1 Wo.)IT | Night Skinny feat. Tedua                                                                                                |
| 2017 | Wild Bandana Pizzicato                                 | IT33 Platin · (21 Wo.)IT | Verkäufe: + 50.000; Izi feat. Tedua & Vaz Tè                                                                            |
| 2018 | Solletico Ossigeno                                     | IT28 Platin · (7 Wo.)IT | Verkäufe: + 50.000; Rkomi feat. Tedua & The Night Skinny                                                                |
| 2018 | Bro 68                                                 | IT33 (2 Wo.)IT | Ernia feat. Tedua |
| 2019 | Catrame Re mida                                        | IT18 ×2Doppelplatin · (10 Wo.)IT | Verkäufe: + 100.000; Lazza feat. Tedua                                                                                  |
| 2019 | Novità Mattoni                                         | IT6 Platin · (6 Wo.)IT | Verkäufe: + 70.000; Night Skinny feat. Rkomi & Ernia                                                                    |
| 2019 | Non dormo mai Neverland                                | IT40 Gold · (2 Wo.)IT | Verkäufe: + 50.000; Mecna & Sick Luke feat. Luchè, Tedua & Generic Animal                                               |
| 2019 | Love Bandana Kety                                      | IT9 Platin · (15 Wo.)IT | Verkäufe: + 70.000; Ketama126, Tedua & Chris Nolan                                                                      |
| 2020 | Ne hai fatti 100 Nati diversi                          | IT23 (2 Wo.)IT | Gianni Bismark & Chris Nolan feat. Tedua                                                                                |
| 2020 | Savage Dark Boys Club                                  | IT3 (4 Wo.)IT | Dark Polo Gang, Pyrex & Wayne Santana feat. Tedua                                                                       |
| 2020 | Enjoy Elo                                              | IT25 (2 Wo.)IT | DrefGold feat. Tedua |
| 2020 | Puro sinaloa Gemelli                                   | IT5 Platin · (6 Wo.)IT | Verkäufe: + 70.000; Ernia feat. Tedua, Rkomi & Lazza                                                                    |
| 2020 | Cowboy 17                                              | IT24 (2 Wo.)IT | Emis Killa & Jake La Furia feat. Tedua                                                                                  |
| 2020 | A la muerte L’ultimo a morire                          | IT82 (1 Wo.)IT | Speranza feat. Tedua |
| 2021 | Lacrime Untouchable                                    | IT41 (1 Wo.)IT | Tony Effe feat. Tedua                                                                                                   |
| 2021 | Wildpirata Medioego                                    | IT51 (1 Wo.)IT | Inoki, Garelli & Chryverde feat. Tedua                                                                                  |
| 2021 | Blueface Glory Days EP                                 | IT33 Platin · (4 Wo.)IT | Verkäufe: + 100.000; Dizme & Vaz Tè feat. Izi & Tedua                                                                   |
| 2022 | Dream Team X2                                          | IT2 Gold · (7 Wo.)IT | Verkäufe: + 50.000; Sick Luke feat. Shiva, Capo Plaza, Tedua & Pyrex                                                    |
| 2022 | Notte scura X2                                         | IT9 Gold · (3 Wo.)IT | Verkäufe: + 50.000; Sick Luke feat. Gazzelle & Tedua                                                                    |
| 2022 | Blu intenso Universo                                   | IT80 (1 Wo.)IT | Mara Sattei feat. Tedua                                                                                                 |
| 2022 | Diavolo Botox                                          | IT6 Gold · (6 Wo.)IT | Verkäufe: + 50.000; Night Skinny feat. Bnkr44, Ghali, Rkomi & Tedua                                                     |
| 2022 | Cicatrici Milano Demons                                | IT13 Gold · (3 Wo.)IT | Verkäufe: + 50.000; Shiva feat. Tedua                                                                                   |
| 2023 | Due facce Radio Gotham                                 | IT47 Gold · (2 Wo.)IT | Verkäufe: + 50.000; Rose Villain feat. Tedua                                                                            |
| 2023 | Parole 10                                              | IT11 Gold · (4 Wo.)IT | Verkäufe: + 50.000; Drillionaire feat. Noemi, Lazza & Tedua                                                             |
| 2023 | Momenti No X2VR                                        | IT7 Platin · (8 Wo.)IT | Charteinstieg: 17. November 2023 Verkäufe: + 100.000; Sfera Ebbasta feat. Tedua                                         |
| 2023 | Straniero Le cose cambiano                             | IT5 Platin · (11 Wo.)IT | Verkäufe: + 100.000; Massimo Pericolo feat. Tedua                                                                       |
| 2024 | Hood Tunnel                                            | IT22 (2 Wo.)IT | Simba La Rue & FT Kings feat. Tedua                                                                                     |
| 2024 | Paradiso Nei letti degli altri                         | IT50 (2 Wo.)IT | Mahmood feat. Chiello & Tedua                                                                                           |
| 2024 | Eva I Nomi del Diavolo                                 | IT5 ×2Doppelplatin · (31 Wo.)IT | Kid Yugi feat. Tedua & Junior K Verkäufe: + 200.000                                                                     |
| 2024 | Dopo le 4 Icon                                         | IT2 ×2Doppelplatin · (31 Wo.)IT | Tony Effe feat. Bresh & Tedua Verkäufe: + 200.000                                                                       |
| 2024 | Sola L’angelo del male                                 | IT6 Gold · (6 Wo.)IT | Baby Gang feat. Higashi, Lazza & Tedua Verkäufe: + 50.000                                                               |
| 2024 | Ancora qua Ferite                                      | IT6 Gold · (7 Wo.)IT | Capo Plaza feat. Tedua Verkäufe: + 50.000                                                                               |
| 2024 | Scusi maestra Protomaranza                             | IT63 (1 Wo.)IT | Articolo 31 feat. Tedua                                                                                                 |
| 2024 | Paradise Milano Angels                                 | IT14 (4 Wo.)IT | Shiva feat. Tedua |
| 2024 | Trema Containers                                       | IT3 (3 Wo.)IT | Night Skinny feat. Tedua & Lazza                                                                                        |
| 2024 | DM Containers                                          | IT24 (2 Wo.)IT | Night Skinny feat. Tedua                                                                                                |
| 2024 | Wag1 Esci dal tunnel                                   | IT23 (4 Wo.)IT | Simba La Rue feat. Tedua & Sfera Ebbasta                                                                                |
| 2025 | Vent’anni Decrescendo                                  | IT50 (1 Wo.)IT | Rkomi feat. Tedua |
| 2025 | Capo horn Mediterraneo                                 | IT10 (… Wo.)IT | Bresh feat. Tedua |

Weitere Gastbeiträge
- 2015: Mercedes Nero (Sfera Ebbasta feat. Tedua & Izi) – IT: Platin (100.000+)
- 2020: Cosa non va (Disme feat. Tedua & Chris Nolan) – IT: Gold (50.000+)

## Auszeichnungen für Musikverkäufe
Anmerkung: Auszeichnungen in Ländern aus den Charttabellen bzw. Chartboxen sind in ebendiesen zu finden.
| Land/RegionAuszeichnungen für Musikverkäufe (Land/Region, Auszeichnungen, Verkäufe, Quellen) | Gold       | Platin       | Verkäufe  | Quellen |
| -------------------------------------------------------------------------------------------- | ---------- | ------------ | --------- | ------- |
| Italien (FIMI)                                                                               | 38× Gold38 | 78× Platin78 | 7.620.000 | fimi.it |
| Insgesamt                                                                                    | 38× Gold38 | 78× Platin78 |           |         |

## Belege
1. ↑  Alben von Tedua. In: Italiancharts.com. Hung Medien, abgerufen am 12. Dezember 2018.
2. ↑  Tedua. In: hitparade.ch. Hung Medien, abgerufen am 17. Juni 2020.
3. 1 2  Archivio classifiche Top Singoli. FIMI, abgerufen am 1. Januar 2025 (italienisch).

| Personendaten    | Personendaten                      |
| ---------------- | ---------------------------------- |
| NAME             | Tedua                              |
| ALTERNATIVNAMEN  | Molinari, Mario (Geburtsname)      |
| KURZBESCHREIBUNG | italienischer Rapper               |
| GEBURTSDATUM     | 22. Februar 1994                   |
| GEBURTSORT       | Cogoleto, Metropolitanstadt Genua, |